# Bonadelle Ranchos
Bonadelle Ranchos est une census-designated place du comté de Madera, dans l'État de Californie, aux États-Unis. En 2020, elle compte une population de 5 497 habitants.